# Alexander Kiprotich
Alexander Toroitich Kiprotich (* 10. Oktober 1994) ist ein kenianischer Leichtathlet, der sich auf den Speerwurf spezialisiert hat.

## Sportliche Laufbahn
Erste internationale Erfahrungen sammelte Alexander Kiprotich 2013 bei den Juniorenafrikameisterschaften in Réduit, bei denen er mit einer Weite von 71,43 m die Goldmedaille im Speerwurf gewann und im Kugelstoßen keinen gültigen Versuch zustande brachte. Im Jahr darauf nahm er erstmals an den Commonwealth Games in Glasgow teil, schied dort aber mit 68,91 m in der Qualifikation aus, ehe er bei den Afrikameisterschaften in Marrakesch mit 72,43 m den siebten Platz belegte. 2015 nahm er an den Afrikaspielen in Brazzaville teil und wurde dort mit einem Wurf auf 76,34 m Vierter und erreichte anschließend bei den Militärweltspielen im südkoreanischen Mungyeong mit 72,14 m Rang sieben. 2016 gewann er dann bei den Afrikameisterschaften in Durban mit 74,08 m die Bronzemedaille hinter dem Südafrikaner Phil-Mar van Rensburg und John Ampomah aus Ghana. 2018 nahm er erneut an den Commonwealth Games im australischen Gold Coast teil und belegte dort mit 73,21 m im Finale Rang elf. Anschließend wurde er bei den Afrikameisterschaften in Asaba mit einem Wurf auf 73,47 m Fünfter. 2019 nahm er ein weiteres Mal an den Afrikaspielen in Rabat teil und gewann dort mit 77,50 m die Silbermedaille hinter seinem Landsmann Julius Yego. 2020 siegte er mit 76,71 m beim Kip Keino Classic und 2022 gelangte er bei den Afrikameisterschaften in Port Louis mit 70,36 m auf Rang fünf. Anschließend belegte er bei den Commonwealth Games in Birmingham mit 77,93 m den achten Platz und 2024 wurde er bei den Afrikaspielen in Accra mit 75,45 m den Fünfter.
In den Jahren 2015 und 2017 wurde Kiprotich kenianischer Meister im Speerwurf.